# Гоце Делчев
 Тази статия е за българския революционер.  За града в България вижте Гоце Делчев (град).  За други значения вижте Гоце Делчев (пояснение).
Георги (Гоце) Николов Делчев (изписване до 1945 година: Гоце Дѣлчевъ) е един от най-значимите български революционери, водач и идеолог на Българските македоно-одрински революционни комитети, по-късно известни като Вътрешна македоно-одринска революционна организация. Национален герой в България и Северна Македония. Използва псевдоними като Ахил, Миндизот, Георги, Канаглъ Шейтан.

## Биография

### Ранни години
Гоце Делчев е роден на 23 януари стар стил (4 февруари) 1872 година в Кукуш, тогава в Османската империя, днес Килкис, Гърция, в семейството на Никола и Султана Делчеви. Той е третото от девет деца и първият син в семейството. Неговата най-голяма сестра Руша и братята му Милан, Димитър и Христо Делчеви също стават революционери от ВМОРО, а и всички останали деца помагат в борбата.
В 1874 година в града е учредена Втората кукушка уния. Това става поради създаваните от властите административни пречки за присъединяване към Българската екзархия и нежеланието на кукушани да останат към Цариградската патриаршия. По това време голяма част от населението, включително Делчеви, са привърженици на унията. Поради това първоначално Делчев учи в униатското начално училище. След това обаче допитването е проведено и гласуването е масово за Екзархията. Гоце Делчев продължава учението си в българската екзархийска прогимназия (трикласна) в родния си град. След като я завършва през учебната 1886/1887 година, той иска да продължи образованието си в българската гимназия в Солун, но баща му смята да го подготви за свой заместник и затова не го пуска, а го праща първо чирак в чужд дюкян и го взима по-късно при себе си. Все пак желанието на Гоце Делчев надделява и през есента на 1888 година баща му го изпраща в Солунската българска мъжка гимназия „Св. св. Кирил и Методий“, където постъпва в 4-ти гимназиален клас. Там се формира група от Кукуш: Гоце Делчев, Гоце Имов, Гоце Петков и Христо Тенчов – негов неразделен другар. Сприятелява се също с Йордан Николов от Прилеп, който си поръчва книги от чужбина, които Гоце Делчев чете. По-късно Гоце Делчев и Христо Тенчов започват също да си поръчват книги от чужбина. Силно повлиян е от Христо Ботев, чрез своя учител по литература Константин Величков. Благодарение на учителя му по математика Благой Димитров тя става негов любим предмет. Участва в таен революционен кръжок заедно с Даме Груев, Гьорче Петров и Борис Сарафов.
На 11 юли 1891 година постъпва във Военното на Негово Княжеско Височество училище в София, оттогава има запазено пряко сведение, че по църковна принадлежност е православен българин екзархист. Заради участие в стачка Гоце Делчев е изключен само месец преди дипломирането. Взима решение да се бори за свободата на Македония, използвайки наличната образователна мрежа на Българската екзархия за изграждането на революционна организация. През есента на 1894 година е назначен за екзархийски учител в Щип, където учителства до 1896 година.

### Революционна дейност
Гоце Делчев се среща в Щип повторно с Дамян Груев, един от основателите на БМОРК, и е привлечен в организацията, на която по-късно става фактически ръководител. В Щип двамата организират революционен комитет. Делчев организира пограничните пунктове на организацията – Кочериновския, Рилския, Кюстендилския, Дупнишкия и други, както и на нелегалните канали към вътрешността на Македония. През лятото на 1896 участва в работата на Солунския конгрес на ВМОРО и заедно с Гьорче Петров изработва програмата и устава на Българските македоно-одрински революционни комитети, който предвижда изграждането ѝ на демократични основи.
От есента на 1896 г. той става учител в Банско, където работи два месеца и успява да изгради широка организационна мрежа от комитети в пограничните райони на Разложко и Горноджумайско като достига и до Неврокопско. След това става задграничен представител на организацията в София. Като такъв участва в заседанията на Върховния македоно-одрински комитет. Същевременно като главен четнически инспектор и с помощта на български офицери създава четническия институт на ВМОРО в Княжество България, който започва да изпраща подготвени четници и войводи във вътрешността на Македония, изигравайки основна роля в масовизирането на движението. Полага големи усилия за снабдяването на организацията с оръжие и пари.
Във функцията на главен ревизор на четите Гоце Делчев предприема няколко обиколки из Македония, Одринска Тракия и Родопите. Тези региони са разделени на революционни окръзи. През 1897 година обикаля Мелнишко и посвещава учителите Георги Поцков, Павел Георгиев – учител в Кашина, Никола Найденов от Ковачево, братя Темелкови от Орман. Основава революционен комитет в Мелник и назначава за негов ръководител Илия Даскалов.
През зимата на 1900 година Гоце Делчев пребивава известно време в Бургас. Там основава в двора на Минковия хан фабрика за бомби, чийто динамит е използван и при Солунските атентати. По това време той предлага Михаил Герджиков да оглави въстанието в Одринския революционен окръг. През месец март 1901 година Гоце Делчев, придружен от Лазар Маджаров, се отправя на обиколка в Одринска Тракия, завръщайки се в Бургас в средата на април.
През 1902 година участва заедно с Гьорче Петров в изработването на нова програма и устав на организацията. Тя вече си поставя за цел привличането и сплотяването „на всички недоволни елементи в Македония и Одринско, без разлика на народност“, както и извоюване на пълна политическа автономия. По това време името на организацията е „Тайна македоно-одринска революционна организация“. Въпреки постигнатите успехи в организационното ѝ изграждане Гоце Делчев все още не е убеден, че тя е готова да пристъпи към въоръжено въстание, поради което се противопоставя на взетото в негово отсъствие решение от Солунския конгрес през 1903 година за вдигане на въстание през пролетта на същата година. Заедно с Даме Груев и други революционни дейци успяват да отложат обявяването на въстанието за лятото на 1903 година, договаряйки и промяна на предвидената тактика. Така планът за повсеместно и масово въстание се трансформира в партизанска война, т.е. да се обяви главно в планинските и полупланинските райони, предимно с участие на сформираните за тази цел въоръжени чети.

### Убийството на Гоце Делчев
През март 1903 година четата на Гоце Делчев взривява моста на река Ангиста на железопътната линия Солун – Одрин. В началото на май същата година, на път за среща с водителите на Серски революционен окръг, четата му попада в обкръжение в село Баница, Сярско. Потерята, командвана от майор Хюсеин Тефиков, който е съвипускник на Гоце Делчев, през нощта на 3 срещу 4 май блокира селото по сигнал, че там нощуват комити. Гоце Делчев решава да изведе четниците от селото, но опитът пропада. Битката край село Баница завършва със смъртта на Гоце Делчев и Димитър Гущанов, докато другите успяват да избягат. Гибелта на Гоце Делчев се възприема от съвременниците и от историците като една от най-тежките загуби за ВМОРО.

### Тленни останки
Тефиков забранява потерята да се гаври с труповете на Гоце Делчев и Димитър Гущанов, останките са изпратени в Сяр и са разпознати от местната власт. След това те са погребани в общ гроб в село Баница. По време на Междусъюзническата война през 1913 година родният град на Гоце Делчев Кукуш, както и лобното му място – село Баница, са опожарени от гръцката армия, а населението е прогонено в България. Костите на Гоце Делчев са пренесени по време на Първата световна война в България от Михаил Чаков, като първоначално са в Ксанти, после в Пловдив, а накрая са транспортирани в София. До 1946 година те се пазят в урна от „Илинденската организация“.
По време на Втората световна война гробът на Гоце Делчев, който тогава попада на територията на Царство България, е възстановен. На 3 май 1943 г., върху общ гроб в покрайнините на село Баница видни общественици, заедно със сестрите на Гоце Делчев – Руша, Велика и Елена, както и техните потомци, поставят бяла мраморна плоча с надпис: „В памет на падналите бойци в с. Баница на 4 май 1903 г. за обединението на Македония към майката родина – България и за вечен спомен на поколенията: Гоце Делчев от гр. Кукуш, апостол и войвода; Димитър Гущанов от с. Крушово, войвода; Стефан Духов от с. Търлис, четник; Стоян Захариев от с. Баница, революционер; Димитър Палянков от с. Броди, революционер. Заветът им бе – Свобода или смърт!“. След Деветосептемврийския преврат от 1944 година България сменя политиката си по македонския въпрос и под натиска на ФНР Югославия и директно на СССР, БРП (к) предава костите на Гоце Делчев на Скопие на 7 октомври 1946 година по време на започналата Културна автономия на Пиринска Македония. Въпреки че първоначално премиерът Лазар Колишевски обявява Гоце Делчев за „...един българин без значение за освободителните борби“, костите са приети в Народна република Македония и са препогребани в каменен саркофаг в църквата Свети Спас, където са и днес.
След 1948 година България постепенно започва да се връща към старата си теза, че македонците са българи, но в Югославия историографията вече приема Гоце Делчев за македонски национален герой, като същевременно в Скопие се внушава, че Гоце Делчев е убит не без политическата намеса на България.

### Пренасяне на костите на Гоце Делчев в Скопие
В навечерието на 120-годишнината от гибелта на Гоце Делчев, при обработката на фонда на „Българска фотография“, Евгений Еков открива 51 уникални негативи, които съдържат снимки от пренасянето на костите на Гоце Делчев от София в Скопие на 7 и 8 октомври 1946 г. Тези негативи са останали в архивите без да бъдат показани по политически причини през първите 45 години след 9 септември 1944 г. Впоследствие, заради нехайство, биват оставени в архив още 32 години. Тези негативи са уникални дотолкова, доколкото това събитие досега е представяно само от две снимки във вестниците и от спомените на участниците, които също са показани в тяхното „величие”, както от българска, така и от югославска страна. Откритието разгръща нова страница от историята за Гоце Делчев. Също така са изобличени лицата, които предоставят тленните му останки на Скопие.
Инициативата за предаването на костите на Гоце Делчев идва от македонска страна с подкрепата на Коминформбюро (наследник на Коминтерна) и СССР. Силна „мотивация“ за управляващите в София да предприемат тази стъпка изиграва присъствието на 150 хилядна съветска окупационна армия, която се установява в България на 5 септември 1944 г.
От българска страна активно се включва видният деец на БРП (комунисти), и същевременно председател на Илинденската организация в България - Стефан Аврамов, от Чирпан, който още през октомври 1944 година излага идеята за пренасянето на костите. Минават цели две години преди ръководителите на София и Скопие да се разберат и да се стигне до датите 7-8 октомври 1946 г. Стефан Аврамов се опитва да склони близките, главно сестрите на Гоце Делчев, да се съгласят костите на героя да бъдат пренесени. В крайна сметка, в резултат на голям натиск, включително и от страна на управляващите, начело с Кимон Георгиев и Вълко Червенков, самият той родом от Македония и зет на друг известен българин с македонски произход - Георги Димитров, се стига до решението тленните останки да бъдат предадени.
Основните лица  са запечатани върху негативите, които представят „тържеството”, както е кръстено тогава пренасянето. То започва от Македонския дом на ул. „Пиротска” № 5, преминава през централната ул. „Търговска”, която днес не съществува и на нейно място е бил издигнат Партийния дом.
На дигиталните копия освен Стефан Аврамов и Христо Калайджиев, присъстват още Кирил Петрушев – министър на труда в НР Македония, който е ръководител на делегацията; посланик Никола Ковачевич - българин от днешна Северна Македония, преименувал се от Ковачев; ген. Кирил Михайловски - Груица, един от набързо произведените от диктатора Тито генерали; Диме Бояновски – Дизе - министърът на търговията и бивш бръснар от Прилеп; Лазар Танев, председател на Народния фронт в Скопие и други. 
В Народния театър, където се състои „тържеството", в ложата до македонските гости са министър-председателят Кимон Георгиев и министърът на информацията Димо Казасов. Речта за делото на Гоце Делчев се прочита от един обикновен тогава учен, но бъдещ академик Тодор Павлов. Сред участниците е Лика Чопова-Юрукова, племенница на Гоце Делчев. На церемонията присъства и председателката на Антифашистката федерация на жените в НР Македония - Вера Ацева.
По поръчение на властите в НР Македония за пренасянето е изработен нов саркофаг от майстора Насте Мирчевски. Фактически това е саркофагът, в който костите се намират и днес, положени в каменния гроб в двора на църквата „Свети Спас” в Скопие.

## Възгледи
Гоце Делчев е привърженик на лявото течение в македоно-одринското освободително движение и има анархо-социалистически и републикански убеждения, които постепенно еволюират. Той не подкрепя решаването на македонския и тракийския въпрос чрез непосредствено присъединяване на двете области към Княжество България. Стои зад идеята, че Македония и Одринският вилает трябва да се обособят като самостоятелна автономна единица в Османската империя с равноправие на всички народности, живеещи в нея. Като следващ етап той вижда развитието на тази единица като република в контекста на бъдеща Балканска федерация или конфедерация. В същото време той не изключва и възможността, Македоно-Одринска автономна област по примера на Източна Румелия да се присъедини към България. Гоце Делчев се самоопределя като българин и определя славянското население в Македония и Одринско като българи. Приблизителна представа за политическите му възгледи дават следните цитати:
| „ | Гръцките свещеници и учители са пречка за нас. Дойде време да работим за България, понеже ние всички сме българи. Трябва да работим за България, защото тя ще дойде и ще ни помогне да отхвърлим османската власт. | “ |

| „ | Другари, не виждате ли, че сега вече не сме роби на разпадащата се турска държава, а сме роби на европейските велики сили, пред които Турция подписа своята пълна капитулация в Берлин. Затова трябва да се борим за автономията на Македония и Одринско, за да ги запазим в тяхната цялост, като един етап за бъдещето им присъединяване към общото българско отечество. | “ |

| „ | Ние, българите от Македония и Одринско, не трябва да изпущаме изпредвид, че има и други народности и държави, които са много заинтересовани от разрешението на този въпрос. Една намеса на България ще предизвика намесата и на съседните държави и може да доведе до разпокъсването на Македония. Ето защо народите, населяващи тия две области, трябва сами с общи усилия и жертви да извоюват своята свобода и независимост в границите на една автономна Македоно-Одринска държава, като разчитаме само на материалната и морална подкрепа на България и на Великите сили. | “ |

## Гледна точка в България
Официалната гледна точка в България определя Гоце Делчев и революционерите от ВМОРО като етнически българи. Днес Гоце Делчев се разглежда като национален герой на България, в която той е считан за един от най-великите революционери, дали живота си, за да освободят Македония и Одринска Тракия. Самият Делчев е с ясно българско самосъзнание и определя сънародниците си като българи. Наименованието „македонци“, според тогавашната терминология, е било използвано за етническите българи, турци, гърци, албанци, власи, цигани, евреи и други, а когато се отнасяло до местните славяни, това е означавало регионална българска идентичност. Въпреки това може да се приеме, че идеите на Гоце Делчев за политическа автономия на Македония и Одринско са стимулирали впоследствие развитието на съвременния македонски национализъм. В България ежегодно се честват датите на рождението и на гибелта на Гоце Делчев. България през XXI век многократно предлага на Северна Македония съвместно честване на общите исторически герои и събития, почитани и в двете страни, включително по отношение на Гоце Делчев, но предложенията са отхвърляни с довода, че застрашавали македонската идентичност и устоите на младата държава.

## Гледна точка в Северна Македония
Официалната гледна точка в Северна Македония, в съответствие с господстващото македонистко виждане и подкрепена от историографията в страната, определя Гоце Делчев като етнически македонец. Тезата на Гоце Делчев и на ВМОРО, че Македония и Одринско ще извоюват своите права след вътрешна подготовка и въстание отвътре, както и относителната самостоятелност на организацията от българската държава, според македонистката интерпретация са израз на сепаратизъм. Този сепаратизъм според Скопие почива на етническа, а не на политическа основа и то само относно Македония, но не и относно Тракия, където Делчев също е активен. В повечето случаи защитниците на подобни твърдения приемат, че по това време сред славяноезичното население в Македония, както и сред членската маса на ВМОРО, преобладава македонско съзнание, но такова липсва сред активистите на организацията от Тракия и Княжество България. Гоце Делчев е обявен за национален герой на Северна Македония. Темата за Гоце Делчев е основна при интерпретацията на миналото в творчеството и на много писатели от Северна Македония – Гане Тодоровски, Георги Абаджиев, Анте Поповски, Тодор Чаловски и други. Той се споменава и в химна на Северна Македония. За да не се дават български доводи в полза на тези тълкувания, след като на 25 април 1991 година общинският съвет на град Гоце Делчев с подкрепата на гражданите решава да върне на града историческото име Неврокоп, президентът Жельо Желев не подписва указа за преименуването. Българската идентичност на Гоце Делчев се признавана също от историци и политици в Северна Македония. Сред политиците такъв пример е президентът Стево Пендаровски, който в интервю през 2019 година казва: „Безспорна историческа истина е, че той (Гоце Делчев) се е определял като българин, както е безспорна истина и факт, че се е борил за независима македонска държава.“ Втората част от твърдението му обаче не се поддържа от историческите факти. Такива признания има също от политици в Титова Югославия, например от Кирил Мильовски в статията си от 1949 година за списание „Социалистическа зора“, озаглавена „За някои въпроси от работата над нашата национална история“, в която се твърди, че Гоце Делчев е писал на книжовен български и не е третирал никога македонците като нещо различно от останалите български етнографски групи.

## Гледна точка в другите части на бивша Югославия
След разпадането на Югославия някои от историците на другите бивши югорепублики също признават Гоце Делчев като български националреволюционер. Заради този факт надписите на кръстената на неговото име улица в Белград на 22 юли 2015 година активни членове на сръбски националистически партия „Сръбско действие“ са покрити и заменени с името на сръбския четнически командир от първата половина на 20 - ти век Коста Пекянец, тъй като те разглеждат „Вътрешната македоно-одринска революционна организация“ като „дългата ръка на България на територията на Сръбска Македония“ в края на 19 - ти - началото на 20 - ти век, преследваща „асимилаторски и великобългарски цели“ и с антисръбска ориентация, а наличието на „улица с името на великобългарския националист Гоце Делчев в сръбската столица“ - абсурдно На 16 май 2016 година, по предложение на сръбският вътрешен министър Небойша Стоянович, улицата отново е преименувана в чест на съветският маршал Фьодор Толбухин, защото Гоце Делчев е бил ръководител на антисръбска революционна организация, провеждаща пробългарска политика.

## Признание
На името на Гоце Делчев са кръстени град Гоце Делчев, село Ново Делчево и село Делчево в Пиринска Македония, град Делчево във Вардарска Македония, квартал „Гоце Делчев“ (Карта), съседния му булевард „Гоце Делчев“ (Карта) и друга улица (Карта) в София, хребет Делчев и връх Делчев на остров Ливингстън в Антарктика, както и най-високият връх на планината Славянка – Гоцев връх. Името на героя носят още улици, квартали, училища и читалища в много градове в България и в Северна Македония.
През 1986–1987 година е завършен мемориалът на рода на Гоце Делчев, който се намира в двора на църквата „Въведение Богородично“ в Благоевград. Автори на комплекса са Богдан Томалевски, Иван Нешев и Христо Стефанов. На 4 март 1990 г. там тържествено са препогребани костите на бащата на Гоце Делчев – Никола Делчев, починал през 1920 година, в знак на почит и на признателност към рода Делчеви.
Гоце Делчев е сред първите 60 в класацията на БНТ „Великите българи“. По повод 110 години от смъртта му, през април 2013 бургаската структура на партията ВМРО-БНД поставя паметна плоча на мястото, където е бил Минковият хан, често посещаван от Гоце Делчев. По инициатива на родолюбци и с разрешението на гръцките власти през юли 2013 година върху стената на камбанарията е поставена паметна плоча на лобното място на Гоце Делчев в с. Баница, която обаче по-късно е премахната от гърците. През юни 2015 г. на нейно място е поставена нова плоча от група родолюбиви българи по инициатива на Костадин Костадинов. Гоце Делчев е сред многобройните личности, описани в енциклопедичната поредица „Бележити българи“.

### Паметници на Гоце Делчев
В България
- Банско – Паметникът на Гоце Делчев в града е открит на 5 октомври 2019 година и се намира на улица „Гоце Делчев“.[38]
- Благоевград – Паметникът на Гоце Делчев в града е създаден от открит през 1955 година и се намира на едноименния площад в центъра на града.
- Варна – Паметникът на Гоце Делчев е открит на 18 ноември 1995 година на Алеята на Възраждането.[39]
- Гоце Делчев – Паметникът на Гоце Делчев е разположен на централния площад на града, също наречен „Гоце Делчев“ и е открит на 28 октомври 1983 година.[40][41]
- София – Бюст-паметникът на Гоце Делчев е разположен в централната част на парк „Борисова градина“ и е построен през 1983 година.

- Русе – Издигнат в началото на булевард с неговото име в русенския жилищен квартал „Дружба“.
- Димитровград – Мемориалният знак в негова чест е издигнат през 2013 година в близост до църквата „Свети Димитър". Мястото е избрано заради близостта на храма с едноименната улица „Гоце Делчев". Идеята за поставянето на паметник на именития революционер в града е осъществена, след като Общинският съвет в Димитровград отпуска 5000 лв. Тържественото откриване събира на едно място управата на общината и Общинския съвет, представители на местния парламент, на македонското землячество и тракийското дружество, много граждани и гости на Димитровград. Отслужена е панихида, последвана от водосвет. Плочата с барелефа на войводата е открита тържествено от председателите на Тракийско дружество „Капитан Петко войвода" Тодор Каваков и на Македонското землячество „Гоце Делчев" Петър Шарков.[42]
- Поморие – Паметникът на Гоце Делчев е официално открит в Поморие на 2 август 2022, пред „Хоспис Миладиновски“ по повод 119 години от Илинденското въстание и 122 години от пребиването на Гоце Делчев в Бургас. Автори на паметника са двамата братя Георги и Койчо Ангелови. На откриването присъстват представител на президентството, община Поморие, сдружението „Морски сговор“, религиозната общност. Гоце Делчев е изобразен като книжовник и учител. Паметникът е открит от д-р Димче Миладиновски, който е сред най-големите радетели за изграждането му в Поморие.[43]
- Попови ливади – Паметникът на Гоце Делчев е открит през 2003 година на около 200 метра южно от хижа „Попови ливади“.[44][45]

В Северна Македония
- Скопие – в столицата на Северна Македония, където се намират посмъртните останки на Гоце Делчев, има няколко паметника, посветени на него. В градския парк се намира паметник на Гоце Делчев, подарен от българската столица София през 1946 година, дело на българския художник и скулптор Любомир Далчев, който произхожда от родния град на Делчев, Кукуш. В рамките на проекта Скопие 2014 е построен паметник на Гоце Делчев и на градския площад „Македония“, до Каменния мост, на десния бряг на река Вардар.
- Струмица – Паметникът на Гоце Делчев е разположен на едноименния градски площад и е построен през 1976 година.

### Артефакти, свързани с Гоце Делчев
До 1947 година редица артефакти, свързани с дейността на Гоце Делчев, са били съхранявани във фондовете на Македонския научен институт. През 1947 година книжовното, документалното и етнографското наследство, както и тленните останки на големия български революционер, са предадени на Скопие. Днес артефакти, свързани с личността и революционната дейност на Гоце Делчев, се съхраняват в различни музеи в България и в Северна Македония. Голяма част от писмата и записките на Гоце Делчев са напълно или частично шифрирани, а в останалата си част те са на български език. Предполага се, че някои документи, свързани с Гоце Делчев, се намират в частни архиви. През 2010 година полицията в София арестува 76-годишен пенсионер с нелегален архив, в който е открита и кореспонденция на Гоце Делчев. През 2013 година община Благоевград закупи и предаде на Регионалния исторически музей в Благоевград архив, съдържащ писма, документи, вещи и дневници на дейци на ВМОРО, включително и писма на Гоце Делчев. В град Битоля се намира мемориалната къща-музей „Гоце Делчев“, посветена изцяло на Гоце Делчев. Голяма част от писмата и документите на Делчев, както и негови оригинални снимки, се съхраняват в архивните фондове на Българския исторически архив на Националната библиотека „Св. св. Кирил и Методий“ в София. В къща-музей „Пейо Яворов“ в Чирпан се съхранява грузинската кама, която Делчев подарил на своя съратник, близък приятел и пръв биограф Пейо Яворов. В Централния държавен архив на Държавната агенция „Архиви“ се съхранява личен фонд на Гоце Делчев, състоящ се от 620 писма, телеграми и пощенски картички, свързани с неговата революционна дейност от 1902 година до 1903 година. Известно е също така, че някои от писмата на Гоце Делчев се намират в Окръжния държавен архив във Враца. Друга голяма част от вещите и кореспонденциите на Гоце Делчев се съхраняват в Националния исторически музей в София. В църквата „Свети Спас“ в Скопие се намира Музеят на Гоце Делчев, в който са изложени оръжия, комитски дрехи, ятагани, куршуми, пушки и други, свързани с дейността на Гоце Делчев и на ВМОРО.

## Родословие
|       |       |       |       |       |       |  |  |                  |                  |                  |                  |                           |                           |                           |                           |                              |                              |                              |                              |                              |                              |                           |                           |                           |                           |                           |                           |                                |                                |                                |                                |                                |                                |                            |                            | Делчо                      |                            |                           |                           |                             |                             |                             |                             |                                |                                |                                |                                |                                 |                                 |                                 |                                 |                                 |                                 |               |               |                             |                            |                            |                            |                             |                             |                             |                             |                              |                              |                              |                              |                              |                              |                         |                         |                           |                           |                           |                           |                              |                              |                              |                              |                               |                               |                               |                               |                                  |                                  |                                  |                                  |                                  |                                  |                    |                    |                                  |                                  |                                  |                                  |                                  |                                  |                      |                      |                            |                            |                            |                            |                            |                            |  |  |                             |                             |                             |                             |                             |                             |  |  |  |  |  |  |  |  |  |  |  |  |  |  |  |  |  |  |  |  |  |  |  |  |  |  |  |  |  |  |
|       |       |       |       |       |       |  |  |                  |                  |                  |                  |                           |                           |                           |                           |                              |                              |                              |                              |                              |                              |                           |                           |                           |                           |                           |                           |                                |                                |                                |                                |                                |                                |                            |                            |                            |                            |                           |                           |                             |                             |                             |                             |                                |                                |                                |                                |                                 |                                 |                                 |                                 |                                 |                                 |               |               |                             |                            |                            |                            |                             |                             |                             |                             |                              |                              |                              |                              |                              |                              |                         |                         |                           |                           |                           |                           |                              |                              |                              |                              |                               |                               |                               |                               |                                  |                                  |                                  |                                  |                                  |                                  |                    |                    |                                  |                                  |                                  |                                  |                                  |                                  |                      |                      |                            |                            |                            |                            |                            |                            |  |  |                             |                             |                             |                             |                             |                             |  |  |  |  |  |  |  |  |  |  |  |  |  |  |  |  |  |  |  |  |  |  |  |  |  |  |  |  |  |  |
|       |       |       |       |       |       |  |  |                  |                  |                  |                  |                           |                           |                           |                           |                              |                              |                              |                              |                              |                              |                           |                           |                           |                           |                           |                           |                                |                                |                                |                                |                                |                                |                            |                            | Димитър Делчев             | Димитър Делчев             | Димитър Делчев            | Димитър Делчев            | Димитър Делчев              | Димитър Делчев              |                             |                             | Мария Делчева                  | Мария Делчева                  | Мария Делчева                  | Мария Делчева                  | Мария Делчева                   | Мария Делчева                   |                                 |                                 |                                 |                                 |               |               |                             |                            |                            |                            |                             |                             |                             |                             |                              |                              |                              |                              |                              |                              |                         |                         |                           |                           |                           |                           |                              |                              |                              |                              |                               |                               |                               |                               |                                  |                                  |                                  |                                  |                                  |                                  |                    |                    |                                  |                                  |                                  |                                  |                                  |                                  |                      |                      |                            |                            |                            |                            |                            |                            |  |  |                             |                             |                             |                             |                             |                             |  |  |  |  |  |  |  |  |  |  |  |  |  |  |  |  |  |  |  |  |  |  |  |  |  |  |  |  |  |  |
|       |       |       |       |       |       |  |  |                  |                  |                  |                  |                           |                           |                           |                           |                              |                              |                              |                              |                              |                              |                           |                           |                           |                           |                           |                           |                                |                                |                                |                                |                                |                                |                            |                            | Димитър Делчев             | Димитър Делчев             | Димитър Делчев            | Димитър Делчев            | Димитър Делчев              | Димитър Делчев              |                             |                             | Мария Делчева                  | Мария Делчева                  | Мария Делчева                  | Мария Делчева                  | Мария Делчева                   | Мария Делчева                   |                                 |                                 |                                 |                                 |               |               |                             |                            |                            |                            |                             |                             |                             |                             |                              |                              |                              |                              |                              |                              |                         |                         |                           |                           |                           |                           |                              |                              |                              |                              |                               |                               |                               |                               |                                  |                                  |                                  |                                  |                                  |                                  |                    |                    |                                  |                                  |                                  |                                  |                                  |                                  |                      |                      |                            |                            |                            |                            |                            |                            |  |  |                             |                             |                             |                             |                             |                             |  |  |  |  |  |  |  |  |  |  |  |  |  |  |  |  |  |  |  |  |  |  |  |  |  |  |  |  |  |  |
|       |       |       |       |       |       |  |  |                  |                  |                  |                  |                           |                           |                           |                           |                              |                              |                              |                              |                              |                              |                           |                           |                           |                           |                           |                           |                                |                                |                                |                                |                                |                                |                            |                            |                            |                            |                           |                           |                             |                             |                             |                             |                                |                                |                                |                                |                                 |                                 |                                 |                                 |                                 |                                 |               |               |                             |                            |                            |                            |                             |                             |                             |                             |                              |                              |                              |                              |                              |                              |                         |                         |                           |                           |                           |                           |                              |                              |                              |                              |                               |                               |                               |                               |                                  |                                  |                                  |                                  |                                  |                                  |                    |                    |                                  |                                  |                                  |                                  |                                  |                                  |                      |                      |                            |                            |                            |                            |                            |                            |  |  |                             |                             |                             |                             |                             |                             |  |  |  |  |  |  |  |  |  |  |  |  |  |  |  |  |  |  |  |  |  |  |  |  |  |  |  |  |  |  |
|       |       |       |       |       |       |  |  |                  |                  |                  |                  |                           |                           |                           |                           |                              |                              |                              |                              |                              |                              |                           |                           |                           |                           |                           |                           |                                |                                |                                |                                |                                |                                |                            |                            |                            |                            |                           |                           | Никола Делчев (1844 – 1920) | Никола Делчев (1844 – 1920) | Никола Делчев (1844 – 1920) | Никола Делчев (1844 – 1920) | Никола Делчев (1844 – 1920)    | Никола Делчев (1844 – 1920)    |                                |                                | Султана Нурджиева (1850 – 1907) | Султана Нурджиева (1850 – 1907) | Султана Нурджиева (1850 – 1907) | Султана Нурджиева (1850 – 1907) | Султана Нурджиева (1850 – 1907) | Султана Нурджиева (1850 – 1907) |               |               |                             |                            |                            |                            |                             |                             |                             |                             |                              |                              |                              |                              |                              |                              |                         |                         |                           |                           |                           |                           |                              |                              |                              |                              |                               |                               |                               |                               |                                  |                                  |                                  |                                  |                                  |                                  |                    |                    |                                  |                                  |                                  |                                  |                                  |                                  |                      |                      |                            |                            |                            |                            |                            |                            |  |  |                             |                             |                             |                             |                             |                             |  |  |  |  |  |  |  |  |  |  |  |  |  |  |  |  |  |  |  |  |  |  |  |  |  |  |  |  |  |  |
|       |       |       |       |       |       |  |  |                  |                  |                  |                  |                           |                           |                           |                           |                              |                              |                              |                              |                              |                              |                           |                           |                           |                           |                           |                           |                                |                                |                                |                                |                                |                                |                            |                            |                            |                            |                           |                           | Никола Делчев (1844 – 1920) | Никола Делчев (1844 – 1920) | Никола Делчев (1844 – 1920) | Никола Делчев (1844 – 1920) | Никола Делчев (1844 – 1920)    | Никола Делчев (1844 – 1920)    |                                |                                | Султана Нурджиева (1850 – 1907) | Султана Нурджиева (1850 – 1907) | Султана Нурджиева (1850 – 1907) | Султана Нурджиева (1850 – 1907) | Султана Нурджиева (1850 – 1907) | Султана Нурджиева (1850 – 1907) |               |               |                             |                            |                            |                            |                             |                             |                             |                             |                              |                              |                              |                              |                              |                              |                         |                         |                           |                           |                           |                           |                              |                              |                              |                              |                               |                               |                               |                               |                                  |                                  |                                  |                                  |                                  |                                  |                    |                    |                                  |                                  |                                  |                                  |                                  |                                  |                      |                      |                            |                            |                            |                            |                            |                            |  |  |                             |                             |                             |                             |                             |                             |  |  |  |  |  |  |  |  |  |  |  |  |  |  |  |  |  |  |  |  |  |  |  |  |  |  |  |  |  |  |
|       |       |       |       |       |       |  |  |                  |                  |                  |                  |                           |                           |                           |                           |                              |                              |                              |                              |                              |                              |                           |                           |                           |                           |                           |                           |                                |                                |                                |                                |                                |                                |                            |                            |                            |                            |                           |                           |                             |                             |                             |                             |                                |                                |                                |                                |                                 |                                 |                                 |                                 |                                 |                                 |               |               |                             |                            |                            |                            |                             |                             |                             |                             |                              |                              |                              |                              |                              |                              |                         |                         |                           |                           |                           |                           |                              |                              |                              |                              |                               |                               |                               |                               |                                  |                                  |                                  |                                  |                                  |                                  |                    |                    |                                  |                                  |                                  |                                  |                                  |                                  |                      |                      |                            |                            |                            |                            |                            |                            |  |  |                             |                             |                             |                             |                             |                             |  |  |  |  |  |  |  |  |  |  |  |  |  |  |  |  |  |  |  |  |  |  |  |  |  |  |  |  |  |  |
|       |       |       |       |       |       |  |  |                  |                  |                  |                  |                           |                           |                           |                           |                              |                              |                              |                              |                              |                              |                           |                           |                           |                           |                           |                           |                                |                                |                                |                                |                                |                                |                            |                            |                            |                            |                           |                           |                             |                             |                             |                             |                                |                                |                                |                                |                                 |                                 |                                 |                                 |                                 |                                 |               |               |                             |                            |                            |                            |                             |                             |                             |                             |                              |                              |                              |                              |                              |                              |                         |                         |                           |                           |                           |                           |                              |                              |                              |                              |                               |                               |                               |                               |                                  |                                  |                                  |                                  |                                  |                                  |                    |                    |                                  |                                  |                                  |                                  |                                  |                                  |                      |                      |                            |                            |                            |                            |                            |                            |  |  |                             |                             |                             |                             |                             |                             |  |  |  |  |  |  |  |  |  |  |  |  |  |  |  |  |  |  |  |  |  |  |  |  |  |  |  |  |  |  |
|       |       |       |       |       |       |  |  |                  |                  |                  |                  | Андон Чопов (1865 – 1944) | Андон Чопов (1865 – 1944) | Андон Чопов (1865 – 1944) | Андон Чопов (1865 – 1944) | Андон Чопов (1865 – 1944)    | Андон Чопов (1865 – 1944)    |                              |                              | Руша Чопова (1868 – 1945)    | Руша Чопова (1868 – 1945)    | Руша Чопова (1868 – 1945) | Руша Чопова (1868 – 1945) | Руша Чопова (1868 – 1945) | Руша Чопова (1868 – 1945) |                           |                           | Цоца (Цона) Делчева (1870 – ?) | Цоца (Цона) Делчева (1870 – ?) | Цоца (Цона) Делчева (1870 – ?) | Цоца (Цона) Делчева (1870 – ?) | Цоца (Цона) Делчева (1870 – ?) | Цоца (Цона) Делчева (1870 – ?) |                            |                            | Гоце Делчев (1872 – 1903)  | Гоце Делчев (1872 – 1903)  | Гоце Делчев (1872 – 1903) | Гоце Делчев (1872 – 1903) | Гоце Делчев (1872 – 1903)   | Гоце Делчев (1872 – 1903)   |                             |                             | Велика Станишева (1876 – 1962) | Велика Станишева (1876 – 1962) | Велика Станишева (1876 – 1962) | Велика Станишева (1876 – 1962) | Велика Станишева (1876 – 1962)  | Велика Станишева (1876 – 1962)  |                                 |                                 | Гоце Станишев                   | Гоце Станишев                   | Гоце Станишев | Гоце Станишев | Гоце Станишев               | Гоце Станишев              |                            |                            | Тина Андонова (1874 – 1955) | Тина Андонова (1874 – 1955) | Тина Андонова (1874 – 1955) | Тина Андонова (1874 – 1955) | Тина Андонова (1874 – 1955)  | Тина Андонова (1874 – 1955)  |                              |                              | Гоце Андонов (? – 1928)      | Гоце Андонов (? – 1928)      | Гоце Андонов (? – 1928) | Гоце Андонов (? – 1928) | Гоце Андонов (? – 1928)   | Гоце Андонов (? – 1928)   |                           |                           | Димитър Делчев (1879 – 1901) | Димитър Делчев (1879 – 1901) | Димитър Делчев (1879 – 1901) | Димитър Делчев (1879 – 1901) | Димитър Делчев (1879 – 1901)  | Димитър Делчев (1879 – 1901)  |                               |                               | Елена Пейнерджиева (1881 – 1961) | Елена Пейнерджиева (1881 – 1961) | Елена Пейнерджиева (1881 – 1961) | Елена Пейнерджиева (1881 – 1961) | Елена Пейнерджиева (1881 – 1961) | Елена Пейнерджиева (1881 – 1961) |                    |                    | Иван Пейнерджиев (? – след 1947) | Иван Пейнерджиев (? – след 1947) | Иван Пейнерджиев (? – след 1947) | Иван Пейнерджиев (? – след 1947) | Иван Пейнерджиев (? – след 1947) | Иван Пейнерджиев (? – след 1947) |                      |                      | Милан Делчев (1883 – 1903) | Милан Делчев (1883 – 1903) | Милан Делчев (1883 – 1903) | Милан Делчев (1883 – 1903) | Милан Делчев (1883 – 1903) | Милан Делчев (1883 – 1903) |  |  | Христо Делчев (1887 – 1927) | Христо Делчев (1887 – 1927) | Христо Делчев (1887 – 1927) | Христо Делчев (1887 – 1927) | Христо Делчев (1887 – 1927) | Христо Делчев (1887 – 1927) |  |  |  |  |  |  |  |  |  |  |  |  |  |  |  |  |  |  |  |  |  |  |  |  |  |  |  |  |  |  |
|       |       |       |       |       |       |  |  |                  |                  |                  |                  | Андон Чопов (1865 – 1944) | Андон Чопов (1865 – 1944) | Андон Чопов (1865 – 1944) | Андон Чопов (1865 – 1944) | Андон Чопов (1865 – 1944)    | Андон Чопов (1865 – 1944)    |                              |                              | Руша Чопова (1868 – 1945)    | Руша Чопова (1868 – 1945)    | Руша Чопова (1868 – 1945) | Руша Чопова (1868 – 1945) | Руша Чопова (1868 – 1945) | Руша Чопова (1868 – 1945) |                           |                           | Цоца (Цона) Делчева (1870 – ?) | Цоца (Цона) Делчева (1870 – ?) | Цоца (Цона) Делчева (1870 – ?) | Цоца (Цона) Делчева (1870 – ?) | Цоца (Цона) Делчева (1870 – ?) | Цоца (Цона) Делчева (1870 – ?) |                            |                            | Гоце Делчев (1872 – 1903)  | Гоце Делчев (1872 – 1903)  | Гоце Делчев (1872 – 1903) | Гоце Делчев (1872 – 1903) | Гоце Делчев (1872 – 1903)   | Гоце Делчев (1872 – 1903)   |                             |                             | Велика Станишева (1876 – 1962) | Велика Станишева (1876 – 1962) | Велика Станишева (1876 – 1962) | Велика Станишева (1876 – 1962) | Велика Станишева (1876 – 1962)  | Велика Станишева (1876 – 1962)  |                                 |                                 | Гоце Станишев                   | Гоце Станишев                   | Гоце Станишев | Гоце Станишев | Гоце Станишев               | Гоце Станишев              |                            |                            | Тина Андонова (1874 – 1955) | Тина Андонова (1874 – 1955) | Тина Андонова (1874 – 1955) | Тина Андонова (1874 – 1955) | Тина Андонова (1874 – 1955)  | Тина Андонова (1874 – 1955)  |                              |                              | Гоце Андонов (? – 1928)      | Гоце Андонов (? – 1928)      | Гоце Андонов (? – 1928) | Гоце Андонов (? – 1928) | Гоце Андонов (? – 1928)   | Гоце Андонов (? – 1928)   |                           |                           | Димитър Делчев (1879 – 1901) | Димитър Делчев (1879 – 1901) | Димитър Делчев (1879 – 1901) | Димитър Делчев (1879 – 1901) | Димитър Делчев (1879 – 1901)  | Димитър Делчев (1879 – 1901)  |                               |                               | Елена Пейнерджиева (1881 – 1961) | Елена Пейнерджиева (1881 – 1961) | Елена Пейнерджиева (1881 – 1961) | Елена Пейнерджиева (1881 – 1961) | Елена Пейнерджиева (1881 – 1961) | Елена Пейнерджиева (1881 – 1961) |                    |                    | Иван Пейнерджиев (? – след 1947) | Иван Пейнерджиев (? – след 1947) | Иван Пейнерджиев (? – след 1947) | Иван Пейнерджиев (? – след 1947) | Иван Пейнерджиев (? – след 1947) | Иван Пейнерджиев (? – след 1947) |                      |                      | Милан Делчев (1883 – 1903) | Милан Делчев (1883 – 1903) | Милан Делчев (1883 – 1903) | Милан Делчев (1883 – 1903) | Милан Делчев (1883 – 1903) | Милан Делчев (1883 – 1903) |  |  | Христо Делчев (1887 – 1927) | Христо Делчев (1887 – 1927) | Христо Делчев (1887 – 1927) | Христо Делчев (1887 – 1927) | Христо Делчев (1887 – 1927) | Христо Делчев (1887 – 1927) |  |  |  |  |  |  |  |  |  |  |  |  |  |  |  |  |  |  |  |  |  |  |  |  |  |  |  |  |  |  |
|       |       |       |       |       |       |  |  |                  |                  |                  |                  |                           |                           |                           |                           |                              |                              |                              |                              |                              |                              |                           |                           |                           |                           |                           |                           |                                |                                |                                |                                |                                |                                |                            |                            |                            |                            |                           |                           |                             |                             |                             |                             |                                |                                |                                |                                |                                 |                                 |                                 |                                 |                                 |                                 |               |               |                             |                            |                            |                            |                             |                             |                             |                             |                              |                              |                              |                              |                              |                              |                         |                         |                           |                           |                           |                           |                              |                              |                              |                              |                               |                               |                               |                               |                                  |                                  |                                  |                                  |                                  |                                  |                    |                    |                                  |                                  |                                  |                                  |                                  |                                  |                      |                      |                            |                            |                            |                            |                            |                            |  |  |                             |                             |                             |                             |                             |                             |  |  |  |  |  |  |  |  |  |  |  |  |  |  |  |  |  |  |  |  |  |  |  |  |  |  |  |  |  |  |
|       |       |       |       |       |       |  |  |                  |                  |                  |                  |                           |                           |                           |                           |                              |                              |                              |                              |                              |                              |                           |                           |                           |                           |                           |                           |                                |                                |                                |                                |                                |                                |                            |                            |                            |                            |                           |                           |                             |                             |                             |                             |                                |                                |                                |                                |                                 |                                 |                                 |                                 |                                 |                                 |               |               |                             |                            |                            |                            |                             |                             |                             |                             |                              |                              |                              |                              |                              |                              |                         |                         |                           |                           |                           |                           |                              |                              |                              |                              |                               |                               |                               |                               |                                  |                                  |                                  |                                  |                                  |                                  |                    |                    |                                  |                                  |                                  |                                  |                                  |                                  |                      |                      |                            |                            |                            |                            |                            |                            |  |  |                             |                             |                             |                             |                             |                             |  |  |  |  |  |  |  |  |  |  |  |  |  |  |  |  |  |  |  |  |  |  |  |  |  |  |  |  |  |  |
| Ленка | Ленка | Ленка | Ленка | Ленка | Ленка |  |  | Магда Големинова | Магда Големинова | Магда Големинова | Магда Големинова | Магда Големинова          | Магда Големинова          |                           |                           | Владимир Чопов (1890 – 1918) | Владимир Чопов (1890 – 1918) | Владимир Чопов (1890 – 1918) | Владимир Чопов (1890 – 1918) | Владимир Чопов (1890 – 1918) | Владимир Чопов (1890 – 1918) |                           |                           | Тодор Чопов (1892 – 1923) | Тодор Чопов (1892 – 1923) | Тодор Чопов (1892 – 1923) | Тодор Чопов (1892 – 1923) | Тодор Чопов (1892 – 1923)      | Тодор Чопов (1892 – 1923)      |                                |                                | Лика Юрукова (1895 – 1983)     | Лика Юрукова (1895 – 1983)     | Лика Юрукова (1895 – 1983) | Лика Юрукова (1895 – 1983) | Лика Юрукова (1895 – 1983) | Лика Юрукова (1895 – 1983) |                           |                           | Туше Чопов (1897 – 1959)    | Туше Чопов (1897 – 1959)    | Туше Чопов (1897 – 1959)    | Туше Чопов (1897 – 1959)    | Туше Чопов (1897 – 1959)       | Туше Чопов (1897 – 1959)       |                                |                                | Никола Станишев (1906 – 1963)   | Никола Станишев (1906 – 1963)   | Никола Станишев (1906 – 1963)   | Никола Станишев (1906 – 1963)   | Никола Станишев (1906 – 1963)   | Никола Станишев (1906 – 1963)   |               |               | Мицо Андонов (1901 – 1983)  | Мицо Андонов (1901 – 1983) | Мицо Андонов (1901 – 1983) | Мицо Андонов (1901 – 1983) | Мицо Андонов (1901 – 1983)  | Мицо Андонов (1901 – 1983)  |                             |                             | Христо Андонов (1903 – 1936) | Христо Андонов (1903 – 1936) | Христо Андонов (1903 – 1936) | Христо Андонов (1903 – 1936) | Христо Андонов (1903 – 1936) | Христо Андонов (1903 – 1936) |                         |                         | Милан Гоцев (1906 – 2010) | Милан Гоцев (1906 – 2010) | Милан Гоцев (1906 – 2010) | Милан Гоцев (1906 – 2010) | Милан Гоцев (1906 – 2010)    | Милан Гоцев (1906 – 2010)    |                              |                              | Александър Андонов (1908 – ?) | Александър Андонов (1908 – ?) | Александър Андонов (1908 – ?) | Александър Андонов (1908 – ?) | Александър Андонов (1908 – ?)    | Александър Андонов (1908 – ?)    |                                  |                                  | Никола Пейнерджиев               | Никола Пейнерджиев               | Никола Пейнерджиев | Никола Пейнерджиев | Никола Пейнерджиев               | Никола Пейнерджиев               |                                  |                                  | Борислав Пейнерджиев             | Борислав Пейнерджиев             | Борислав Пейнерджиев | Борислав Пейнерджиев | Борислав Пейнерджиев       | Борислав Пейнерджиев       |                            |                            |                            |                            |  |  |                             |                             |                             |                             |                             |                             |  |  |  |  |  |  |  |  |  |  |  |  |  |  |  |  |  |  |  |  |  |  |  |  |  |  |  |  |  |  |
| Ленка | Ленка | Ленка | Ленка | Ленка | Ленка |  |  | Магда Големинова | Магда Големинова | Магда Големинова | Магда Големинова | Магда Големинова          | Магда Големинова          |                           |                           | Владимир Чопов (1890 – 1918) | Владимир Чопов (1890 – 1918) | Владимир Чопов (1890 – 1918) | Владимир Чопов (1890 – 1918) | Владимир Чопов (1890 – 1918) | Владимир Чопов (1890 – 1918) |                           |                           | Тодор Чопов (1892 – 1923) | Тодор Чопов (1892 – 1923) | Тодор Чопов (1892 – 1923) | Тодор Чопов (1892 – 1923) | Тодор Чопов (1892 – 1923)      | Тодор Чопов (1892 – 1923)      |                                |                                | Лика Юрукова (1895 – 1983)     | Лика Юрукова (1895 – 1983)     | Лика Юрукова (1895 – 1983) | Лика Юрукова (1895 – 1983) | Лика Юрукова (1895 – 1983) | Лика Юрукова (1895 – 1983) |                           |                           | Туше Чопов (1897 – 1959)    | Туше Чопов (1897 – 1959)    | Туше Чопов (1897 – 1959)    | Туше Чопов (1897 – 1959)    | Туше Чопов (1897 – 1959)       | Туше Чопов (1897 – 1959)       |                                |                                | Никола Станишев (1906 – 1963)   | Никола Станишев (1906 – 1963)   | Никола Станишев (1906 – 1963)   | Никола Станишев (1906 – 1963)   | Никола Станишев (1906 – 1963)   | Никола Станишев (1906 – 1963)   |               |               | Мицо Андонов (1901 – 1983)  | Мицо Андонов (1901 – 1983) | Мицо Андонов (1901 – 1983) | Мицо Андонов (1901 – 1983) | Мицо Андонов (1901 – 1983)  | Мицо Андонов (1901 – 1983)  |                             |                             | Христо Андонов (1903 – 1936) | Христо Андонов (1903 – 1936) | Христо Андонов (1903 – 1936) | Христо Андонов (1903 – 1936) | Христо Андонов (1903 – 1936) | Христо Андонов (1903 – 1936) |                         |                         | Милан Гоцев (1906 – 2010) | Милан Гоцев (1906 – 2010) | Милан Гоцев (1906 – 2010) | Милан Гоцев (1906 – 2010) | Милан Гоцев (1906 – 2010)    | Милан Гоцев (1906 – 2010)    |                              |                              | Александър Андонов (1908 – ?) | Александър Андонов (1908 – ?) | Александър Андонов (1908 – ?) | Александър Андонов (1908 – ?) | Александър Андонов (1908 – ?)    | Александър Андонов (1908 – ?)    |                                  |                                  | Никола Пейнерджиев               | Никола Пейнерджиев               | Никола Пейнерджиев | Никола Пейнерджиев | Никола Пейнерджиев               | Никола Пейнерджиев               |                                  |                                  | Борислав Пейнерджиев             | Борислав Пейнерджиев             | Борислав Пейнерджиев | Борислав Пейнерджиев | Борислав Пейнерджиев       | Борислав Пейнерджиев       |                            |                            |                            |                            |  |  |                             |                             |                             |                             |                             |                             |  |  |  |  |  |  |  |  |  |  |  |  |  |  |  |  |  |  |  |  |  |  |  |  |  |  |  |  |  |  |
|       |       |       |       |       |       |  |  |                  |                  |                  |                  |                           |                           |                           |                           |                              |                              |                              |                              |                              |                              |                           |                           |                           |                           |                           |                           |                                |                                |                                |                                |                                |                                |                            |                            |                            |                            |                           |                           |                             |                             |                             |                             |                                |                                |                                |                                |                                 |                                 |                                 |                                 |                                 |                                 |               |               | Нина Андонова (1940 – 2006) |                            |                            |                            |                             |                             |                             |                             |                              |                              |                              |                              |                              |                              |                         |                         |                           |                           |                           |                           |                              |                              |                              |                              |                               |                               |                               |                               |                                  |                                  |                                  |                                  |                                  |                                  |                    |                    |                                  |                                  |                                  |                                  |                                  |                                  |                      |                      |                            |                            |                            |                            |                            |                            |  |  |                             |                             |                             |                             |                             |                             |  |  |  |  |  |  |  |  |  |  |  |  |  |  |  |  |  |  |  |  |  |  |  |  |  |  |  |  |  |  |